# Empalme
Para el municipio del cual ésta ciudad es cabecera véase: «Municipio de Empalme».

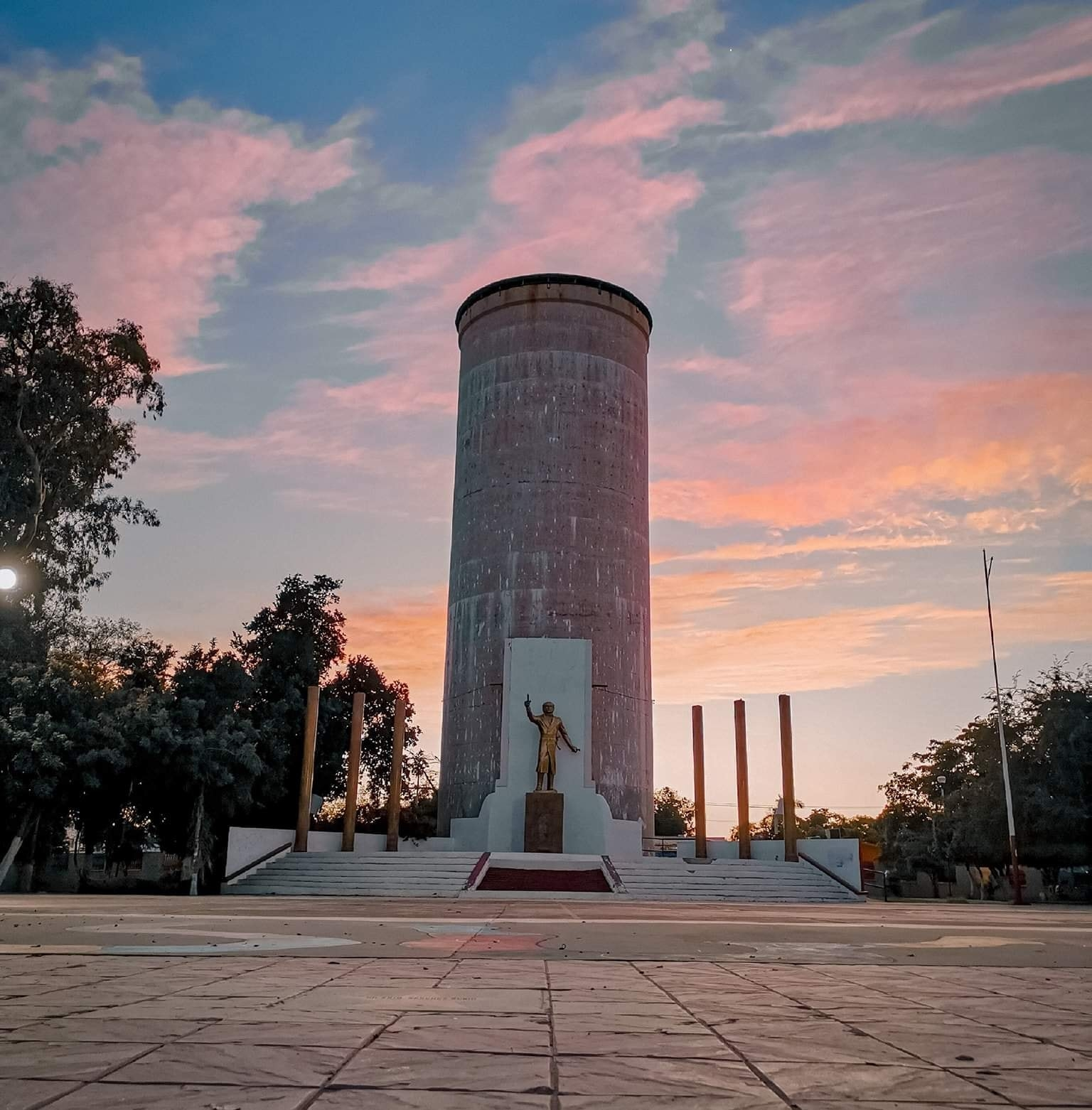

Empalme es una ciudad ubicada en el suroeste del estado de Sonora, al sur del Desierto de Sonora, limitando también con la costa del golfo de California. La ciudad es la localidad más habitada del municipio homónimo y también es la cabecera municipal de este. Según el Censo de Población y Vivienda realizado en 2020 por el Instituto Nacional de Estadística y Geografía (INEGI), tiene una población de 51,431  habitantes (50.5% hombres y 49.5% mujeres). Forma parte de la Zona Metropolitana de Guaymas-Empalme. A Empalme también se le conoce comúnmente como la "Ciudad Jardín".
Se fundó el 15 de septiembre de 1905 cuando se construía un entronque entre las dos vías del ferrocarril de Sonora y el del Pacífico, formando el antiguo Ferrocarril Cananea-Río Yaqui-Pacífico. 
Su nombre se da después de haber sido llamado en sus primeros años "Junction", unión en español, interpretándolo también como Empalme, gracias al empalme de las dos vías férreas antes mencionadas. 
Se ubica a 442 kilómetros al sur de la ciudad fronteriza de Heroica Nogales, a 119 kilómetros al noroeste de Ciudad Obregón, la primera ciudad más importante del estado y a 139 kilómetros al sur de la capital estatal, Hermosillo.
Personajes importantes:
Carlos Antonio Martínez López, fundador de Empalme.
Miguel Maximiliano Hernández Cordero, jugador profesional de básquetbol.
Ángel Gamaliel Cedano Denogeán, delincuente prófugo.

## Historia

### Fundación
Su fundación fue el 15 de septiembre de 1905 cuando se trabajaba en la construcción de un entronque entre el ferrocarril de Sonora, proveniente de Cananea, y el ferrocarril Sudpacífico, que conectaba a Guaymas con Guadalajara. El asentamiento se fundó en ese lugar de entronque entre ambas vías. En sus primeros años como asentamiento tenía la categoría de congregación y también el cargo de comisaría del municipio de Guaymas, al cual pertenecía. 

### Movimientos de armas
Durante la Revolución mexicana, el Ejército del Noroeste, comandados por el general Álvaro Obregón, derrotó al Ejército Federal, en las batallas de Tres Jitos y Batamotal. El Ejército Federal se encontraba en Empalme, porque el general, para no transitar por ahí, construyó una vía entre Maytorena y Cruz de Piedra, sin que el Federal se diera cuenta, logrando Obregón llegar a Culiacán y vencer al cuartel federal de ahí.
En febrero de 1913 cuando ocurrió el golpe de Estado llamado de la Decena Trágica y el movimiento constitucionalista, en el que se desconocía a Victoriano Huerta como presidente de la república, el general Álvaro Obregón estableció el Asedio de Guaymas, por lo que situó en mayo líneas militares en Empalme. Aquí se dio el primer bombardeo aeronaval del mundo, cuando Obregón contrató al aviador francés Diddier Masson, con el fin de bombardear a unos cañoneros federales en el Estero El Sabueso, entre Empalme y Guaymas, acto que falló en un primer intento ya que sólo rozó a un solado, cuando se quiso realizar un segundo intento, la tropa federal ya había abandonado el estero.
En 1916 el lugar fue sede del cuerpo militar del entonces coronel Abelardo L. Rodríguez quién después fue gobernador del estado y presidente de México, permaneciendo aquí varios años.

### Creación de su municipio
En 1921 se le otorgó el título de pueblo. El 8 de mayo de 1937, se creó por primera vez el municipio de Empalme con cabecera en el entonces pueblo, esto fue gracias a la Ley n.º 29. El 31 de enero de 1940 se suprimió tal municipio y su territorio volvió a la jurisdicción del de Guaymas, lo anterior se decretó en la Ley n.º 120. Después, el 19 de agosto de 1953 según la Ley n.º 38 se erigió de manera definitiva la municipalidad del Empalme, manteniéndose así hasta la actualidad. El 9 de agosto de 1961 se le otorgó el título de ciudad.

### Cultura popular y actualidad
En el año de 1924 el famoso comediante del cine mudo inglés Charles Chaplin escogió a Empalme como lugar para llevar a cabo su ceremonia de boda con la actriz estadounidense Lita Grey. El comediantes estaba de visita en el pueblo ya que algunos de sus amigos trabajaban en el ferrocarril del lugar, quienes lo invitaron a realizar el festejo aquí el 24 de noviembre.

## Geografía
La ciudad de Empalme se encuentra localizada en el suroeste del estado de Sonora, en el noroeste del país, en la región del desierto de Sonora y la zona del valle de Guaymas en la costa con el golfo de California (mar de Cortés) sobre las coordenadas geográficas 28°0'11'' de latitud norte y 110°39'41'' de longitud oeste del meridiano de Greenwich, a una elevación media de 10 metros sobre el nivel del mar. Se sitúa en el territorio oeste de su municipio, el cual limita al oeste, norte y este con el municipio de Guaymas, y al sur con el golfo mencionado.
Ocupa lugar en un territorio completamente bajo y con presentaciones de lomeríos en sus alrededores, se presentan elevaciones bajas en el norte de la zona urbanizada como el Cerro La Cruz de 124 m, Cerro Batamotal de 143 m, y la Loma La Cruz de 58 m. Un poco distante al norte se encuentra el Cerro Piedra Volada de 35 m.
Su corriente fluvial más cercana es el río Mátape, que desemboca al noroeste de la ciudad en el estero El Rancho. Al sur del territorio se encuentra la Isla Barra Morro Inglés, el Estero Cóchore, y las playas de Cochórit.

### Clima
Empalme tiene un clima muy seco-muy cálido, con una temperatura media máxima de 38 °C en junio y julio, y una media mínima de 8 °C en enero y febrero.
| Parámetros climáticos promedio de Empalme, Sonora (1951-2010)                   | Parámetros climáticos promedio de Empalme, Sonora (1951-2010) | Parámetros climáticos promedio de Empalme, Sonora (1951-2010) | Parámetros climáticos promedio de Empalme, Sonora (1951-2010) | Parámetros climáticos promedio de Empalme, Sonora (1951-2010) | Parámetros climáticos promedio de Empalme, Sonora (1951-2010) | Parámetros climáticos promedio de Empalme, Sonora (1951-2010) | Parámetros climáticos promedio de Empalme, Sonora (1951-2010) | Parámetros climáticos promedio de Empalme, Sonora (1951-2010) | Parámetros climáticos promedio de Empalme, Sonora (1951-2010) | Parámetros climáticos promedio de Empalme, Sonora (1951-2010) | Parámetros climáticos promedio de Empalme, Sonora (1951-2010) | Parámetros climáticos promedio de Empalme, Sonora (1951-2010) | Parámetros climáticos promedio de Empalme, Sonora (1951-2010) |
| Mes                                                                             | Ene.                                                          | Feb.                                                          | Mar.                                                          | Abr.                                                          | May.                                                          | Jun.                                                          | Jul.                                                          | Ago.                                                          | Sep.                                                          | Oct.                                                          | Nov.                                                          | Dic.                                                          | Anual                                                         |
| ------------------------------------------------------------------------------- | ------------------------------------------------------------- | ------------------------------------------------------------- | ------------------------------------------------------------- | ------------------------------------------------------------- | ------------------------------------------------------------- | ------------------------------------------------------------- | ------------------------------------------------------------- | ------------------------------------------------------------- | ------------------------------------------------------------- | ------------------------------------------------------------- | ------------------------------------------------------------- | ------------------------------------------------------------- | ------------------------------------------------------------- |
| Temp. máx. abs. (°C)                                                            | 36.0                                                          | 40.0                                                          | 40.0                                                          | 41.0                                                          | 45.0                                                          | 45.0                                                          | 46.0                                                          | 46.0                                                          | 44.0                                                          | 42.0                                                          | 40.0                                                          | 34.0                                                          | 46.0                                                          |
| Temp. máx. media (°C)                                                           | 25.4                                                          | 26.7                                                          | 28.9                                                          | 32.1                                                          | 35.8                                                          | 38.1                                                          | 38.2                                                          | 37.9                                                          | 36.6                                                          | 33.9                                                          | 30.6                                                          | 25.9                                                          | 32.5                                                          |
| Temp. media (°C)                                                                | 16.8                                                          | 17.6                                                          | 19.2                                                          | 21.8                                                          | 25.3                                                          | 29.4                                                          | 31.4                                                          | 30.9                                                          | 29.6                                                          | 25.4                                                          | 21.3                                                          | 16.9                                                          | 23.8                                                          |
| Temp. mín. media (°C)                                                           | 8.2                                                           | 8.6                                                           | 9.4                                                           | 11.5                                                          | 14.8                                                          | 20.8                                                          | 24.6                                                          | 23.8                                                          | 22.6                                                          | 17.0                                                          | 12.0                                                          | 7.9                                                           | 15.1                                                          |
| Temp. mín. abs. (°C)                                                            | 2.0                                                           | 0.0                                                           | 0.0                                                           | 3.0                                                           | 5.0                                                           | 8.0                                                           | 18.0                                                          | 7.0                                                           | 14.0                                                          | 8.0                                                           | 2.0                                                           | 0.0                                                           | 0.0                                                           |
| Precipitación total (mm)                                                        | 13.0                                                          | 6.5                                                           | 0.0                                                           | 1.0                                                           | 0.5                                                           | 2.7                                                           | 54.0                                                          | 47.3                                                          | 78.0                                                          | 6.6                                                           | 5.3                                                           | 3.7                                                           | 218.6                                                         |
| Días de precipitaciones (≥ 0.1 mm)                                              | 1.0                                                           | 0.8                                                           | 0.0                                                           | 0.1                                                           | 0.1                                                           | 0.4                                                           | 4.3                                                           | 3.3                                                           | 3.1                                                           | 1.1                                                           | 0.7                                                           | 0.4                                                           | 15.3                                                          |
| Fuente: Servicio Meteorológico Nacional. Actualizado el 6 de diciembre de 2016. |                                                               |                                                               |                                                               |                                                               |                                                               |                                                               |                                                               |                                                               |                                                               |                                                               |                                                               |                                                               |                                                               |

## Demografía
De acuerdo a los datos del Censo de Población y Vivienda realizado en 2020 realizado por el Instituto Nacional de Estadística y Geografía (INEGI), la ciudad tiene un total de 38,886 habitantes, de los cuales 19,153 son hombres y 19,733 son mujeres. En 2020 había 14,759 viviendas, pero de estas 11,700 viviendas estaban habitadas, de las cuales 4504 estaban bajo el cargo de una mujer. Del total de los habitantes, 139 personas mayores de 3 años (0.36%) habla alguna lengua indígena; mientras que 304 habitantes (0.78%) se consideran afromexicanos o afrodescendientes.
El 72.83% de sus pobladores pertenece a la religión católica, el 10.46% es cristiano evangélico/protestante o de alguna variante y el 0.02% es de otra religión, mientras que el 16.6% no profesa ninguna.
La ciudad se encuentra en la Zona Metropolitana de Guaymas, una conurbación entre las ciudades de Heroica Guaymas, Empalme y San Carlos y otras poblaciones menores.

### Educación y salud
Según el Censo de Población y Vivienda de 2020; 182 niños de entre 6 y 11 años (0.47%), 121 adolescentes de entre 12 y 14 años (0.31%), 1566 adolescentes de entre 15 y 17 años (44.03%) y 1387 jóvenes de entre 18 y 24 años (3.57%) no asisten a ninguna institución educativa. 492 habitantes de 15 años o más (1.27%) son analfabetas, 689 habitantes de 15 años o más (1.77%) no tienen ningún grado de escolaridad, 1523 personas de 15 años o más (3.92%) lograron estudiar la primaria pero no la culminaron, 956 personas de 15 años o más (2.46%) iniciaron la secundaria sin terminarla, teniendo la ciudad un grado de escolaridad de 10.05.
La cantidad de población que no está afiliada a un servicio de salud es de 4896 personas, es decir, el 12.59% del total, de lo contrario el 87.35% sí cuenta con un seguro médico ya sea público o privado. Con datos del mismo censo, 2178 personas (5.6%) tienen alguna discapacidad o límite motriz para realizar sus actividades diarias, mientras que 547 habitantes (1.41%) poseen algún problema o condición mental.

### Instituciones educativas
- Colegio Nacional de Educación Profesional Técnica (CONALEP) Unidad Empalme.[20]

- Colegio de Bachilleres del Estado de Sonora (COBACH) Plantel Empalme.[21]
- Universidad del Desarrollo Profesional (UNIDEP) Campus Empalme.[22]

- Instituto Tecnológico de Sonora (ITSON) Campus Empalme.[23]

## Gobierno
La sede del gobierno municipal se encuentra en esta ciudad. El ejercicio gubernamental recae en el presidente municipal y su gabinete; un síndico, 6 regidores de mayoría relativa y 4 de representación proporcional, elegidos para un periodo de tres años. 

### Representación legislativa
Para la elección de diputados locales al Congreso del Estado de Sonora y de diputados federales a la Cámara de Diputados de México el municipio de Empalme se encuentra integrado en los siguientes distritos electorales:
- Local:
  - XIV Distrito Electoral del Congreso del Estado de Sonora con cabecera en Empalme.[24]

- Federal:
  - IV Distrito Electoral Federal de Sonora de la Cámara de Diputados de México, con cabecera en Heroica Guaymas.[25]

## Economía
Las principales actividades económicas son agricultura, ganadería, industria, pesca y comercio. Su población económicamente activa en el año 2020 fue de 48.04% de la población de los cuales 97.81% tienen ocupación y 2.19% se encuentran desocupadas.
La actividad económica del municipio se encontraba ligada al ferrocarril, pero fue privatizado en 1999, por lo que las fuentes de empleo se han diversificado hacia la manufactura y los servicios. 
Dentro de la agricultura, la superficie agrícola está destinada principalmente a la producción de trigo, cártamo, melón, sandía, pepino y calabacita. La infraestructura hidráulica se integra con pozos y canales de riego. Con respecto a la ganadería, su municipio posee una población animal de 9,683 cabezas de ganado bovino, 840 cabezas de porcinos, 474 cabezas de equinos, 780 cabezas de caprinos, diversas aves y 876 cabezas de ganado ovino. Según cifras de COTECOCA –SARH, el coeficiente de agostadero recomendado para ese municipio es de 34 hectáreas por unidad animal, sin embargo el índice de agostadero actual es de 2.9 ha por U.A., lo que indica una elevada sobreexplotación de este recurso. 
Existen también industrias, con características de empresa de tipo familiar. Existen dos parques industriales en Empalme en los cuales se ubican 26 empresas, que incluyen al grupo de maquilas Teta Kawi que se ha convertido en la principal fuente de empleo en la ciudad y sus alrededores.  

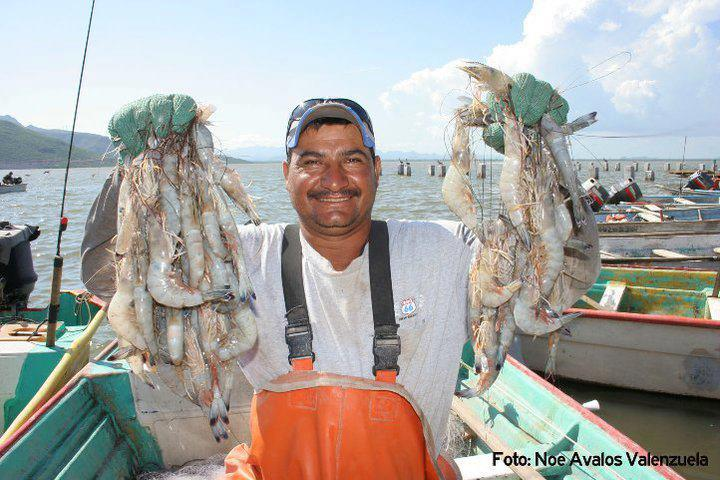
Pescador en la Bahía Bellavista.

La ciudad cuenta con 2 tramos de litoral, el primero corresponde al estero El Rancho y el segundo ocupado por las playas de Cóchorit y las Playas del Sol. Las principales especies marinas que se capturan son camarón, cabrilla, tiburón, lisa, jaiba, callo de hacha, pulpo y medusa bola de cañón. Existen alrededor de 400 pangas y abundan los pescadores libres. Hay además una sociedad cooperativa de pescadores con 117 socios activos. 
Para atender la demanda de la población, se cuenta con 4 hoteles, algunos restaurantes y centros sociales, taller de reparación automotriz, 6 gasolineras, asistencia profesional y esparcimiento. 
Se cuenta con algunas tiendas de autoservicio y 2 mercados municipales, los cuales operan al 50% de su capacidad y se contempla su privatización, aunque esto no se ha logrado por parte de la iniciativa privada. Existen en total 350 establecimientos comerciales, aproximadamente.    
Se ha designado una zona para la construcción de un puerto de altura en el Programa Maestro de Desarrollo de la Zona Conurbada Guaymas-Empalme-San Carlos. Un grupo de empresarios Sonorenses ha invertido para el desarrollo de dicha obra que se estima pueda atender cargas locales del sector agropecuario e incluso servir de puerto de salida para cargas del sector energético de Estados Unidos.  Así mismo dicho grupo trabaja en una terminal de importación de petrolíferos.

## Sitios turísticos
Plaza el Tinaco: construida desde la fundación de Empalme en el año de 1906 y es el símbolo de la ciudad, mide aproximadamente 35 metros de altura y 10 metros de diámetro.

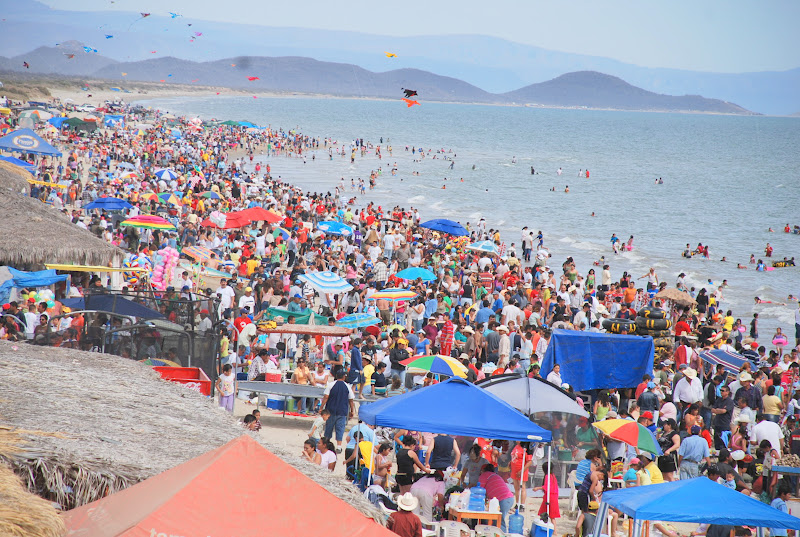
Playa el Cochórit

Playas del Cochórit: sus recursos de playa son atractivos suficientes para hacer viable el desarrollo de este sector ya que cuenta con 30 km de playa blanca con suave pendiente. La mejor afluencia turística se presenta en el período de "Semana Santa", los visitantes son de procedencia nacional la mayor parte, siendo un promedio de 20 mil personas que arriban a ella.
Museo Ferrocarrilero: su sede es precisamente un coche, que en su tiempo funcionó como exprés con el número 1047; en día funciona como museo donde se muestran antigüedades tanto del ferrocarril cómo del mismo pueblo.
El Sahuaral: consta de cientos de Sahuaros antiquísimos, que son considerados como una especie en peligro de extinción y patrimonio de la humanidad; ya que los Sahuaros, no son muy comunes en otras regiones.

## Deporte
Los Rieleros de Empalme es un equipo de béisbol que compite en la Liga Norte de Sonora y que participó en la Liga Norte de México con sede en la ciudad. El equipo fue fundado en 1948. El Estadio "Estrellas Empalmenses" es la sede del equipo.
También, Empalme Sonora es la cuna del equipo de futbol Infantojuvenil Halcones FC.

## Transporte
Con respecto a vías y medios de Comunicación, se dispone de una amplia red de comunicaciones, lo que permite arribar a Empalme por carretera y por ferrocarril. La transportación terrestre puede efectuarse a través de la red caminera del municipio, su cabecera municipal se comunica a la Hermosillo capital del Estado a través de la carretera federal número 15. 
El Ferrocarril del Pacífico mantuvo hasta 1995 en este municipio una estación ferroviaria con talleres de reparación y mantenimiento, con corridas hacia el centro de la república y a la frontera norte de Nogales y Mexicali, Baja California, con servicios de pasajeros y de carga de pequeño y gran tonelaje. Actualmente el ferrocarril se encuentra privatizado, el cual presta solamente el servicio de carga y los talleres de reparación y mantenimiento han dejado de operar.
En 2020, la empresa Omanor S. A. de C. V., obtuvo de la Dirección General de Puertos de la Secretaría de Comunicaciones y Transportes (SCT) la concesión para desarrollar una terminal marítima de fluidos hidrocarburos. El proyecto representa una inversión de $200 millones de dólares para la ciudad y tendría en su etapa de operación 40 empleos directos y 550 indirectos.

## Hermanamientos
La ciudad de Empalme tiene Hermanamientos con las siguientes ciudades alrededor del mundo
- Tonalá (Jalisco) (2007)[26][27]
- Stockton (California) (1973)[28]
- Piura (Perú) (1973)[29]
- Gulou (China) (2011) [29]
- Heroica Guaymas (Sonora)